# NCSM Toronto (FFH 333)
 (avril 2025).
Si vous disposez d'ouvrages ou d'articles de référence ou si vous connaissez des sites web de qualité traitant du thème abordé ici, merci de compléter l'article en donnant les références utiles à sa vérifiabilité et en les liant à la section « Notes et références ».
Le NCSM Toronto (FFH 333), est une frégate canadienne, le quatrième de la classe Halifax. Il est en service depuis 1993 et assigné à la Force maritime Atlantique, sous le Commandement de la Force maritime du Canada des Forces canadiennes et est basé au port d'Halifax, en Nouvelle-Écosse. Le navire est le deuxième du nom, le partageant avec le défunt NCSM Toronto (K538).

## Service
Le NCSM Toronto sert principalement dans l'océan Atlantique pour la protection de la souveraineté territoriale du Canada et l'application de la loi dans sa zone économique exclusive.
Le navire sert notamment dans le golfe Persique en 1998 pour l'application de l'embargo sur l'Irak. Depuis 2001, il participe dans les opérations Active Endavour, Apollo et Altair de lutte au terrorisme.
En 2005, Toronto sert au sein de l'opération Unison, soit la réponse canadienne à l'ouragan Katrina
Crise en Ukraine, le 8 ou 9 septembre 2014 un chasseur Russe décrit des cercles autour du bâtiment alors en mer Noire. La participation du NCMS Toronto aux mesures de sécurisation prises par l'OTAN dans la mer Noire montre que le Canada est résolu à contribuer à la paix et à la sécurité en Europe de l'Est et en Europe centrale. Le bâtiment n'aurait pas été menacé.

## Annexe